# Sept divinités du bonheur
 (juillet 2023).

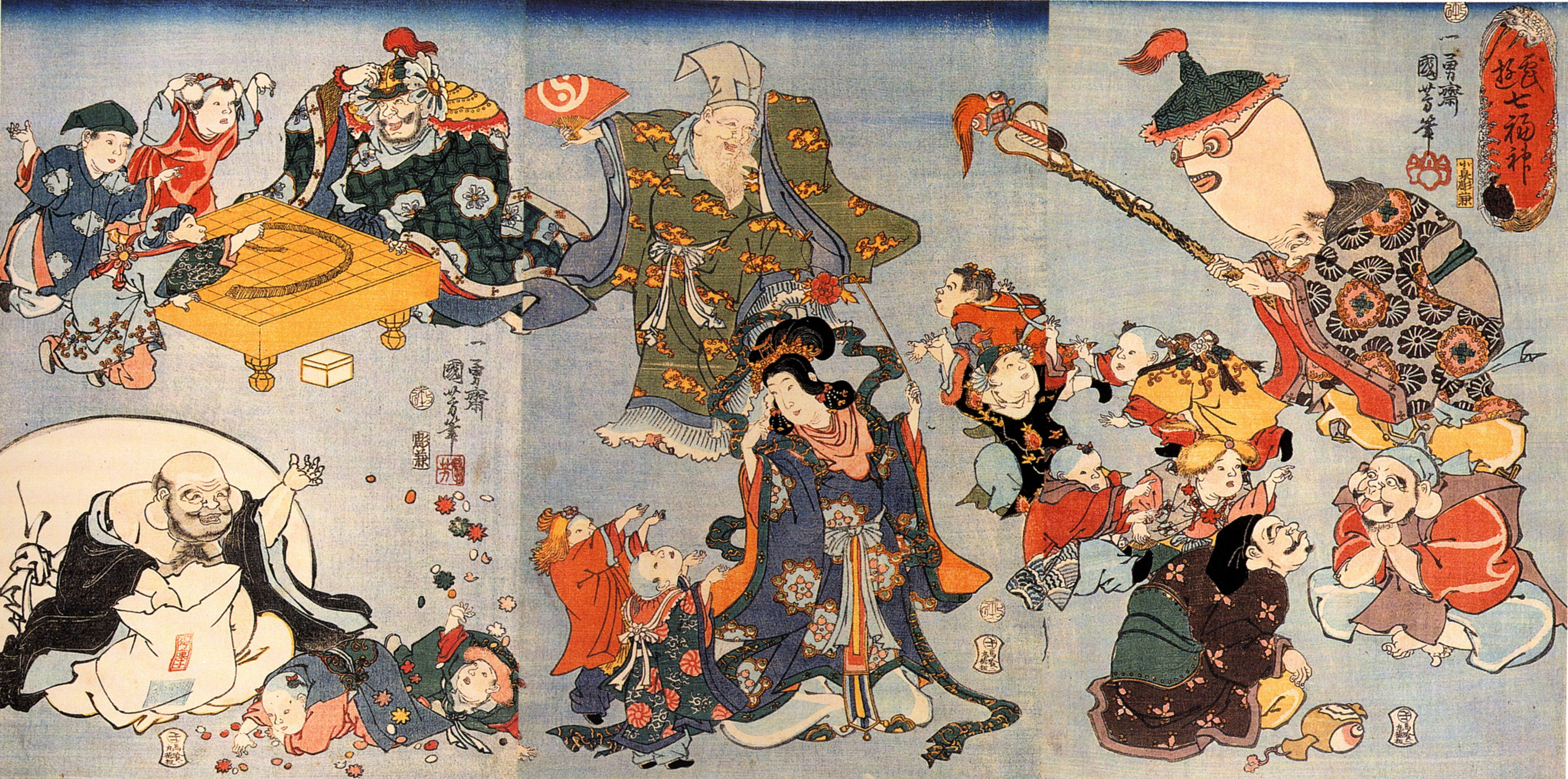
Les Shichi fukujin.

Les Sept Divinités du Bonheur (七福神, Shichi Fukujin) au Japon sont sept divinités de la bonne fortune dans la mythologie japonaise. Il s'agit d'une mythologie bouddhiste d'origine indienne, ayant peut-être été influencé par les huit immortels traversant la mer du taoïsme chinois dans leur représentation japonaise.

## Caractéristiques
Chacune possède des particularités :
1. Ebisu, divinité des pêcheurs, des marchands et de la prospérité, souvent représentée transportant une morue ou un  bar ;
2. Daikokuten ou Daikoku, divinité de la richesse, du commerce et des échanges. Ebisu et Daikoku sont souvent appariées et représentées sous forme de masques ou de sculptures sur les murs de petites échoppes ;
3. Bishamonten, divinité des guerriers et dieu protecteur de la loi bouddhique et de la prospérité ;
4. Benzaiten ou Benten, divinité du savoir, de l'art et de la beauté, de l'éloquence, de la musique, de la littérature, des arts et des sciences, de la vertu et de la sagesse, de la prospérité et de la longévité ;
5. Fukurokuju, divinité du bonheur, de la richesse et de la longévité, de la virilité et de la sagesse ;
6. Hotei, divinité de l'abondance et de la bonne santé, du contentement et du commerce ;
7. Jurōjin, divinité de la longévité et de la prospérité.

Une autre divinité, Kichijōten (ou Kisshōten, Kudokuten ; sanskrit : Laksmi, Mahasri), divinité de la richesse représentée avec le joyau (mani) qui exauce les désirs, est parfois décrite avec les sept divinités traditionnelles.

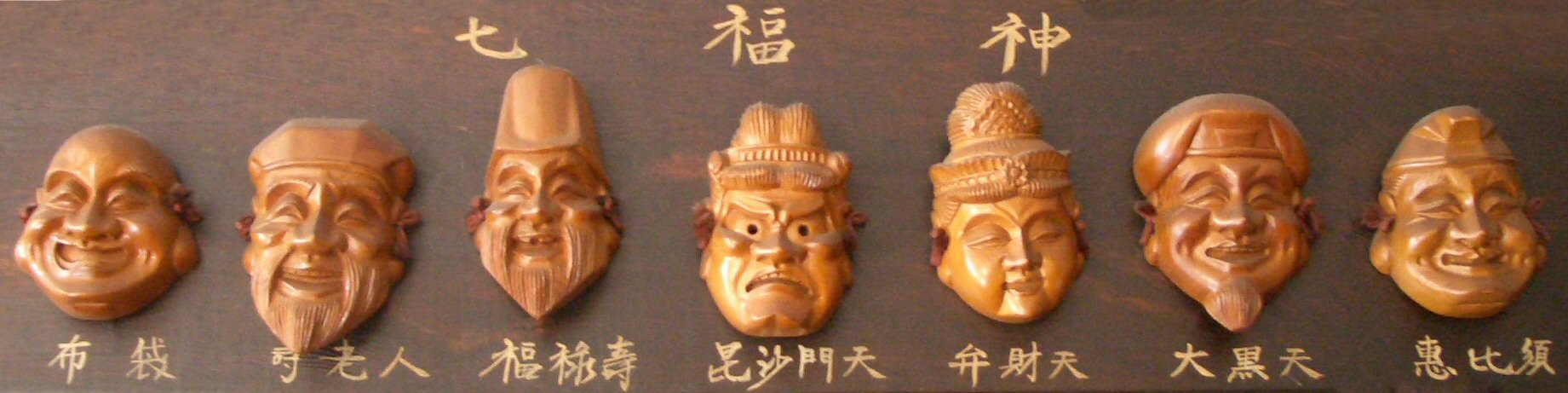
De gauche à droite : Hotei, Jurōjin, Fukurokuju, Bishamonten, Benzaiten, Daikokuten, Ebisu.

Les sept divinités sont souvent décrites à bord de leur navire Takarabune (宝船, « Navire aux trésors »).  La tradition veut que les sept divinités arrivent en ville pour la Nouvelle Année et distribuent des présents fantastiques aux gens méritants. Il est coutume de déposer sous l'oreiller des enfants une image du Takarabune le soir du Nouvel An, pour qu'ils fassent de beaux rêves (hatsuyume).
Plusieurs divinités japonaises ont été transmises de l'Inde vers la Chine, puis de la Chine vers le Japon, parmi lesquelles peuvent être comptées ces sept divinités. Elles ont souvent été l'objet de représentation dans l'art et l'artisanat, notamment de netsuke.